# Rajabhat-Universität Maha Sarakham
Die Rajabhat-Universität Maha Sarakham (thailändisch มหาวิทยาลัยราชภัฏมหาสารคาม, im englischen Sprachgebrauch Rajabhat Maha Sarakham University, kurz RMU) ist eine öffentliche Universität im Rajabhat-System von Thailand.

## Lage
Das Universitätsgelände liegt im Landkreis (Amphoe) Mueang Maha Sarakham. Maha Sarakham liegt im Herzen der Nordostregion von Thailand.

## Geschichte
Die Gründung der Rajabhat-Maha-Sarakham-Universität geht auf das Jahr 1925 zurück. Im Jahr 1954 bekam sie den Staus einer Training-Schule für Lehrer, 1962 wurde sie zum als Lehrerkolleg/Pädagogische Schule ernannt. Schon 1974 wurde der erste Bachelor-Abschluss angeboten. 1992 bekam sie dann den Status Rajabhat Institute Maha Sarakham; es kamen weitere Bachelor-Programme hinzu. In Kooperation mit der Kasetsart-Universität wurde 1997 der erste Masterstudiengang angeboten. Nach weiterer Entwicklung des Campus und Schaffung neuer Studienmöglichkeiten wurde das College 2004 zur Universität ernannt.

## Allgemeines
Präsident der Universität ist Somchai Wongkasem (thailändisch รองศาสตราจารย์ ดร. สมเจตน์ ภูศรี). Vorsitzender des Hochschulrates ist Nitsai Wetchachachiwa (thailändisch นายนิสสัย เวชชาชีวะ).

### Symbole
Die Universitätsfarben sind: grün und rot, der Universitätsbaum ist der Malabar-Lackbaum (Butea monosperma). Das Emblem der Universität besteht aus den Farben Blau, Grün, Gold, Orange und Weiß, wobei jede Farbe eine eigene Bedeutung hat:
- Das Blau steht für das Königtum und stellt den Bezug her, dass der Name Rajabhat-Universitäten vom König stammt.
- Das Grün steht für die 40 Standorte der Rajabhat-Universitäten und die auserlesenen naturgemäße Umgebung.
- Das Gold bedeutet Intellektueller Reichtum.
- Das Orange steht für die lokalen Künste und kulturellen Verzierung aller Rajabhat-Universitäts-Standorte.

## Akademische Einrichtungen
Die Universität besitzt 5 Fakultäten mit Bachelor-Studiengängen, Master-Studiengängen.
- Fakultät für Pädagogik
- Fakultät für Human- und Sozialwissenschaften
- Fakultät für Naturwissenschaften und Technologien
- Fakultät für Betriebswirtschaft und Management
- Fakultät für Agrarwissenschaften